# Elema-Stollenga's Autodiensten

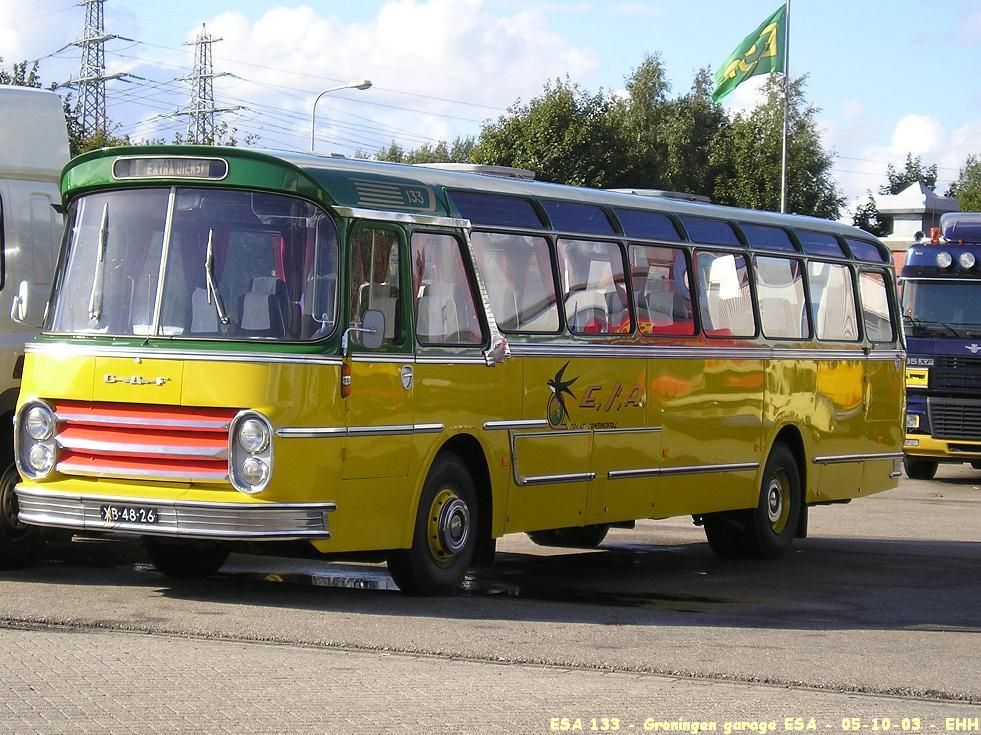
De ESA 133 (eigendom van het Nationaal Bus Museum) op 05-10-2003 in Groningen

De firma Elema & Stollenga, bekend als Elema-Stollenga's Auto(bus)diensten met de afkorting E.S.A., gevestigd te Marum, begon in 1927 met het rijden van lijndiensten per autobus in het Westerkwartier (het zuidwesten van de provincie Groningen) en aangrenzende delen van Drenthe en Friesland. Na de overdracht hiervan aan de FRAM in 1979 is de ESA actief gebleven in de automobiel- en garagebranche.

## Geschiedenis
Het bedrijf werd opgericht door Klaas Michiel Elema (1898-1975) en Martinus Stollenga (1905-1949). Na enige jaren raakte de benaming ESA ingeburgerd als afkorting van Elema-Stollenga's Autodiensten, dat voluit op de bussen vermeld stond. In de jaren dertig werden twee andere busbedrijven overgenomen. In 1939 kwam er een derde vennoot bij in de persoon van Diele van der Ploeg, oprichter van de GADO en eigenaar-directeur van de Roland.
Na de Tweede Wereldoorlog heeft men in Marum, Haulerwijk en Oosterwolde drie nieuwe garages gebouwd. Door diverse overnames, het laatst van de Leekster Tak te Leek, kreeg het vervoergebied zijn vorm in de driehoek Groningen - Assen - Drachten. De rechtstreekse lijn Groningen - Drachten, opvolger van de NTM-tramlijn, verkreeg men pas in 1948 door een lijnenruil met de NTM, die daarvoor van de ESA de buslijn Groningen - Heerenveen kreeg.
Na het overlijden van Stollenga in 1949 trok ook Van der Ploeg zich uit de ESA terug en werd het bedrijf verder geleid door de familie Elema. In 1960 werd de vennootschap onder firma omgevormd tot een naamloze vennootschap. De officiële bedrijfsnaam werd toen Elema-Stollenga's Autobusdiensten (E.S.A.) N.V.
In de jaren zeventig was de rijksoverheid bereid openbaar vervoersubsidies te gaan verlenen, mits de bedrijven dit onderdeel afsplitsten van hun overige activiteiten. Daarom werd de ESA een holding met drie dochtermaatschappijen, te weten
- E.S.A. Trans Continental B.V., destijds een van de grootste reisbureaus en touringcarbedrijven in het noorden des lands met ook een vestiging in Amsterdam;
- E.S.A. Garagebedrijven B.V. met diverse vestigingen, o.a. in de stad Groningen;
- E.S.A. Lijndienst Exploitatie Maatschappij B.V. voor de streekvervoerdiensten.

De naam Trans Continental werd gebruikt nadat de ESA het Amsterdamse reisbureau van die naam had overgenomen. Sinds eind jaren zestig werd samengewerkt met enkele andere bedrijven onder de naam Intratours. Na een fusie in 1973 ging de ESA ook de naam De Jong-Intratours gebruiken.  

Op 1 januari 1979 werden de ESA-lijndiensten overgenomen door de FRAM te Heerenveen. De naam ESA bleef verder bestaan als touroperator en garagebedrijf. In 1985 is de tourafdeling overgenomen door Sijpkes te Stadskanaal. Hierdoor bleef de garageafdeling over, nog steeds onder de naam ESA, met vestigingen in Groningen en Friesland en in het Poolse Poznań. Daarvan zijn enkele in 1983 overgenomen van de toen failliete DAM, ook een voormalig busbedrijf.

## Museumbussen

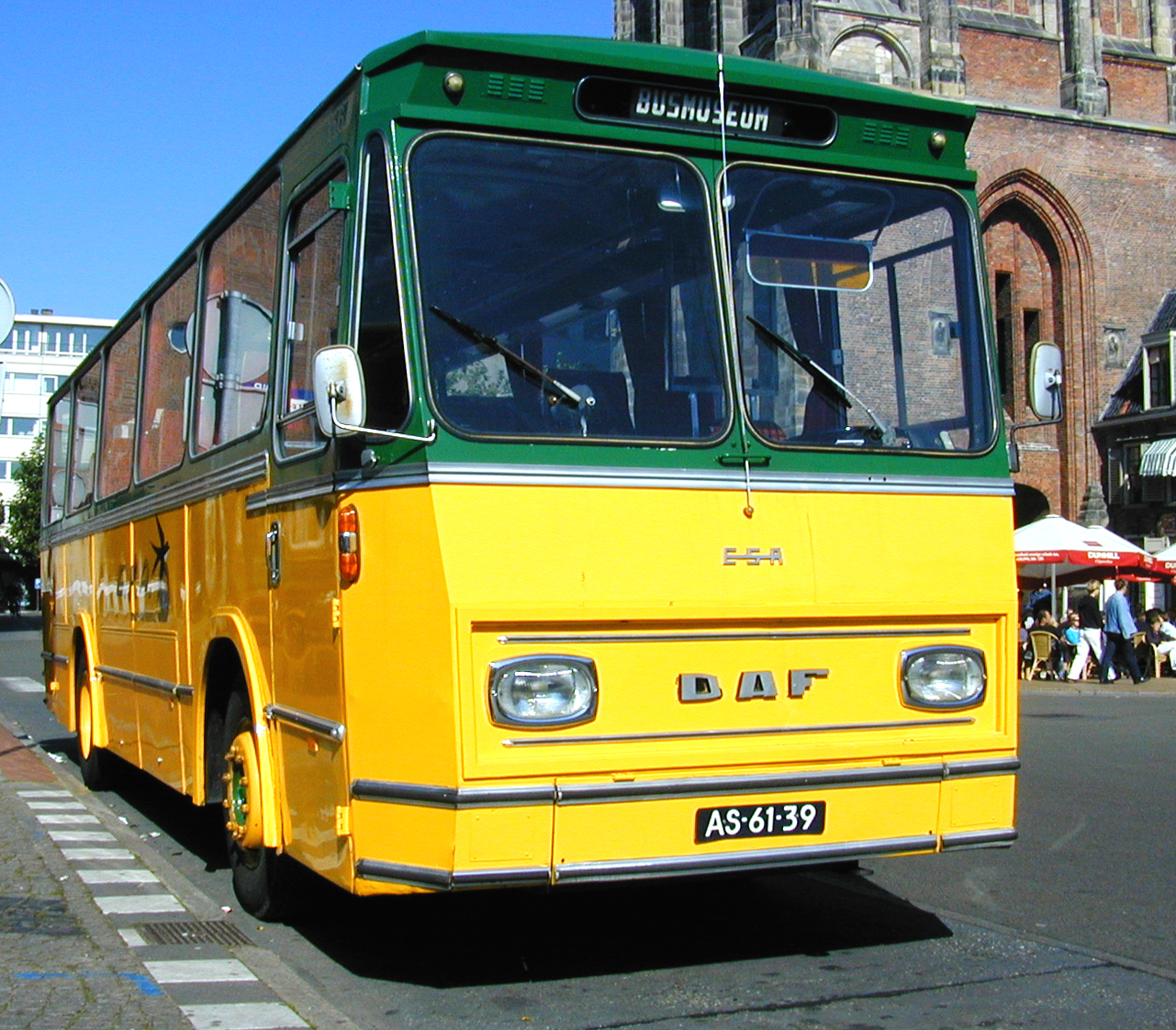
De door de ESA zelf gebouwde DAF-bus 156.

Twee vroegere ESA-bussen zijn bewaard door het Nationaal Bus Museum in Hoogezand:
- nr. 133, een DAF met een carrosserie van Groenewold uit 1964;
- nr. 156, een DAF met een door de ESA zelf (naar een ontwerp van Hainje) gebouwde carrosserie uit 1970. Dat de ESA hiertoe in eigen werkplaats in staat was, is zeldzaam binnen de Nederlandse buswereld.